# Rubén Cano
Rubén Andrés Cano Martínez (ur. 5 lutego 1951 w San Rafael) - były hiszpański piłkarz pochodzenia argentyńskiego, występujący na pozycji napastnika.
W reprezentacji Hiszpanii w latach w 1977–1979 rozegrał 12 meczów i strzelił 4 gole. Wystąpił na Mistrzostwach Świata 1978.

## Sukcesy piłkarskie
- Mistrzostwo Hiszpanii (1977)